# Erik Hjelm (trädgårdsmästare)
Erik Gustaf Hjelm, född 3 augusti 1874 i Motala, död 26 september 1951 i Göteborg, var en svensk trädgårdsmästare.
Hjelm, som var son till A.F. Hjelm och Carolina Nilsson, studerade vid Svenska trädgårdsföreningens elevskola 1889–1891 och vid Pomologiska institutet 1905. Han bedrev även studier i England, Frankrike och Tyskland 1902–1906. Han var trädgårdskonsulent i Skaraborgs län 1906–1910, föreståndare för Adelsnäs trädgårdsskola 1910–1916 och direktör för Göteborgs trädgårdsförening 1916–1944. Han var ledamot av kommittén för utredning om trädgårdsodlingens befrämjande 1917–1918, sekreterare i Sveriges pomologiska förening 1911–1915, ordförande i Sveriges trädskoleägareförening 1920–1925 och prisdomare vid internationella trädgårdsutställningar. Han var ledamot av Kungliga Lantbruksakademien. Hjelm är begravd på Örgryte nya kyrkogård.